# Eudromia
Eudromia es un género de aves tinamiformes de la familia de los tinamúes, comúnmente llamados inambúes, yutos, o tinamúes y que incluye a dos especies que se distribuyen por la zona sur de Sudamérica: Argentina, Bolivia, Chile y Paraguay.

## Especies
- Martineta común[1]Eudromia elegans Saint-Hilaire, 1832 -
- Martineta del quebracho o martineta chaqueña[1] (Eudromia formosa) (Lillo, 1905)